# Edson Araújo
Edson Araújo (São Paulo, 26 juli 1980) is een Braziliaans voetballer.

## Carrière
Edson Araújo speelde tussen 1999 en 2011 voor verschillende clubs, in Brazilië, Japan, Turkije en Zuid-Korea.